# Ramon Casal i Albareda
Ramon Casal i Albareda (Barcelona, 4 d'abril de 1952) és un atleta, corredor de curses de muntanya i especialista en curses d'orientació català.
Ha estat membre del Club Orientació Catalunya, i fou el principal impulsor i fundador del 'Club Esportiu Senglar Orientació Sant Cugat'. Fou promotor de les curses d'orientació des del 1990, i guanyà la primera Copa Catalana (1990) i formà part de la primera selecció nacional, que dirigí durant els anys 2000-2003. Des del 2016, la Cursa d'Orientació per la Marató de Sant Cugat del Vallès compta amb un 'Trofeu Ramon Casal i Albareda'.
El 21 de juny del 2022 Ramon Casal va sortir del Cap Higuer, al País Basc, amb l'objectiu de travessar tots els Pirineus fins a arribar al Cap de Creus el 10 de setembre d'aquell mateix any, després de recorrer els 800 kms. del GR 11 durant 64 etapes. El repte, que va anomenar "800 km. pel Pirineu contra el càncer", tenia com a finalitat de recollir fons per a la Fundació Kālida, que s'encarrega d'ajudar als malalts de càncer i els seus familiars.